# Andrzej Kraśnicki
Andrzej Piotr Kraśnicki (ur. 31 stycznia 1949 w Nidzicy, zm. 10 stycznia 2025 w Warszawie) – polski działacz sportowy, w latach 2006–2021 prezes Związku Piłki Ręcznej w Polsce, w latach 2010–2023 prezes Polskiego Komitetu Olimpijskiego.

## Życiorys
Syn Stefana i Marii. Ukończył studia w Wyższej Szkole Wychowania Fizycznego w Poznaniu. Uprawiał piłkę ręczną, w połowie lat 60. był zawodnikiem juniorskiej i młodzieżowej kadry narodowej. Pracował jako trener tej dyscypliny, a także jako instruktor narciarstwa i ratownik wodny. Następnie prowadził własną działalność gospodarczą w ramach spółki prawa handlowego. Pełnił funkcję prezesa klubu sportowego Posnania.
W latach 2002–2005 był prezesem Polskiej Konfederacji Sportu. W 2006 został prezesem Związku Piłki Ręcznej w Polsce i pierwszym wiceprezesem PKOl. 20 kwietnia 2010, po śmierci Piotra Nurowskiego, objął funkcję prezesa Polskiego Komitetu Olimpijskiego. Na kolejne kadencje wybierany 13 kwietnia 2013 (był jedynym kandydatem) i 22 kwietnia 2017 (był jedynym kandydatem po wycofaniu się Ryszarda Czarneckiego). W lutym 2021 złożył rezygnację z funkcji prezesa Związku Piłki Ręcznej w Polsce, w czerwcu tego samego roku został honorowym prezesem związku. Polskim Komitetem Olimpijskim kierował do 22 kwietnia 2023, nie ubiegał się wówczas o ponowny wybór.
Został pochowany 18 stycznia 2025 na cmentarzu sołackim w Poznaniu.

## Odznaczenia i wyróżnienia
- Krzyż Wielki Orderu Odrodzenia Polski – 2024[10]
- Krzyż Komandorski z Gwiazdą Orderu Odrodzenia Polski – 2021[11][12]
- Krzyż Komandorski Orderu Odrodzenia Polski – 2015[13]
- Krzyż Kawalerski Orderu Odrodzenia Polski – 2005[14]
- Krzyż Niepodległości I klasy z Gwiazdą (NSZZ Policjantów) – 2019[15]
- Srebrny Medal Uniwersytetu Gdańskiego „Bene merito et merenti” – 2022[16]
- tytuł honorowego profesora uczelni Collegium Humanum – Szkoła Główna Menedżerska z siedzibą w Warszawie – 2020[17]